# 珀瑪擬牙䱛
珀瑪擬牙䱛為輻鰭魚綱鱸形目鱸亞目石首魚科的其中一種，分布印度西太平洋區，從巴基斯坦至巴布亞紐幾內亞淡水及鹹水域，體長可達160公分，棲息在沿海海域、河口及溪流。